# Mannaricium
 (septembre 2012).
Si vous disposez d'ouvrages ou d'articles de référence ou si vous connaissez des sites web de qualité traitant du thème abordé ici, merci de compléter l'article en donnant les références utiles à sa vérifiabilité et en les liant à la section « Notes et références ».

Mannaricium ou Maleriacum - aujourd'hui Maurik-Buren - est un castellum de cavalerie romaine du Limes dans un coude de la rive gauche du Vieux Rhin - aux Pays-Bas - en Germanie inférieure.

## Toponymie
- il est situé selon l'Itinéraire d'Antonin entre Carvo, devenu (Kesteren) et à 15 lieues de Traiectum, maintenant au centre de la ville d'Utrecht.
- il n'est pas situé sur la table de Peutinger.
- Il est actuellement entre Levefanum, actuellement Rijswijk et Traiectum aujourd'hui Utrecht-Domplein.
- Le suffixe « -cum » indique souvent une division fiscale de la civitas et suit généralement le nom d'une personne.
  - Ainsi dans la région on trouve Cortoriacum, Feliciacum, Tiberiacum, et Arenacum étaient les divisions fiscales où Cortorus, Felix, Tibère et Mannarus, les villes Courtrai, Velzeke, Thorr, et Clèves-Rindern actuelles.
  - Maleriacum devait donc être un arrondissement fiscal d'un personnage appelée Malerus.

D'origine celtique probable - la forme Maleriacum de Tite-Live  signifierait « tenu » par Malerus ou Malerius. Il pourrait aussi signifier une occupation pré-romaine.

## Castellum Manaricium
Il ne reste que peu de vestiges de ce castellum de cavalerie, le méandre du Vieux Rhin ayant rongé l'ancienne berge.  Mais en 1972, lors de travaux de dragages, on met au jour des éléments - pièces de bois, casques, pièces et fibules - qui permettent d'apporter quelques précisions : tout d'abord sa situation exacte, mais aussi d'approcher la date de sa construction, probablement après la révolte du peuple des Bataves en 70. D'abord construit en bois, il est reconstruit en pierre, probablement au IIe siècle.
De 70 - 116 il est occupé par la cohorte II Hispanorum equitata, et renforcé, à partir de 83, par la Cohorte II Thracum equitata. Curieusement la cohorte I Thracum equitata était stationnée dans les environs très proches à Levefanum, actuellement Rijswijk.
Il semble que Postume, lors de la courte création de l'empire gallo-romain a abandonné ce castellum. 
On trouve malgré tout quelques traces d'occupation vers 330, mais il est difficile de préciser si elles proviennent d'une garnison où si elles proviennent d'un vicus.